# Ramon Oliu
Ramon Oliu (Cantonigròs, 31 de maig de 1923 - Hamilton, 3 d'abril de 2005) fou un enginyer químic, escriptor, periodista, conferenciant, i pioner del córrer a peu; va ser el creador i principal impulsor de la primera marató de Catalunya, a Palafrugell, l'any 1978.

## Biografia
Ramon Oliu ha estat una de les figures més importants de l'atletisme català. Introductor i impulsor del vessant popular, cal considerar-lo com el veritable promotor de les curses a peu a Catalunya i a tot Espanya. Una pràctica esportiva que s'ha convertit en un fenomen social. Neix el 1923 a Cantonigròs, un petit poble de la comarca d'Osona on des de 2005 s'organitza una cursa en la seva memòria. Hereu de "Cal Corder", havia de ser pagès, barber i hostaler, com ho havien estat el seu pare i el seu avi, però es va traslladar a Barcelona, on es va formar com a químic, cursant un màster en enginyeria petroliera i un altre en enginyeria química. El 1952, es va traslladar a l'estranger, vivint a diversos llocs d'Europa i d'Amèrica. Va arribar a ser degà de la Universitat de Bucaramanga, i membre de l'Acadèmia de les Ciències de Nova York després d'haver-se instal·lat als Estats Units. Allà hi va viure i hi va veure créixer els seus set fills. Als Estats Units, es va convertir en una eminència en el camp de l'enginyeria química i enginyeria de petrolis.
Dotat d'unes excepcionals qualitats com a organitzador, Ramon Oliu va fer una feina titànica per desenvolupar l'atletisme popular a casa nostra: des de la creació de les primeres maratons populars, fins a curses de llarga distància, passant per conferències, xerrades, articles, i la publicació d'un llibre l'any 1979 i reeditat el 1999, “L'essència del córrer”, que va ser -i continua essent- una referència per a tots els atletes de fons.
A l'inici de la dècada dels 70, quan tenia 48 anys, va arribar a la conclusió que necessitava fer exercici físic i va començar a córrer al voltant de la casa de Princeton. El 1976 va quedar seduït per la marató de Nova York. Va córrer la seva primera marató un any després. L'any 1977, enviat per l'empresa on treballava, i en veure que ni a Barcelona, ni arreu de Catalunya, no se celebrava cap marató, va decidir organitzar-la. Va fundar la Comissió Marathon Catalunya, que amb l'ajuda de Raimon Vancells, Jordi Mensa, Francesc Mates i el Dr. Pere Pujol, va servir per difondre els avantatges del córrer de forma popular per tot Catalunya. No ho va tenir fàcil. Aleshores no existien estructures organitzades ni gaire voluntat per part de l'Administració. Amb la impossibilitat de fer-la a Barcelona, on no es va obtenir permís, va organitzar la primera marató a Palafrugell el 1978, la primera marató popular que es disputava a l'estat espanyol amb una participació de 185 corredors.
Dos anys més tard es va disputar per primera vegada a Barcelona la que seria l'embrió de l'actual Marató de Barcelona, una de les més importants d'Europa. La Marató de Barcelona es va convertir el 2013 en la quarta marató europea en nombre de participants.
Membre com era de l'Acadèmia de les Ciències de Nova York, a banda d'escriptor, periodista, conferenciant, i pioner del córrer a peu, en Ramon Oliu, paradigma de la senzillesa personal, es considerava a si mateix com “un corredor popular”, i així volia que se'l reconegués. En acabar la seva labor professional a Catalunya l'any 1984 va retornar als Estats Units. Al cap de deu anys -quatre després de jubilar-se - se li va diagnosticar la malaltia d'Alzheimer, que va ser la causa de la seva mort el 3 d'abril de 2005, als 82 anys.
El 16 de març de 2013, en un acte organitzat per l'Ajuntament de Barcelona i l'equip organitzador de la Marató de Barcelona, s'inaugurà a Barcelona una placa commemorativa, en el seu record, a 20 metres de l'emblemàtica Font màgica de Montjuïc, a l'avinguda de Ferrer i Guàrdia, davant del pavelló Mies Van Der Rohe, als peus de la Muntanya de Montjuïc, en el mateix punt de la sortida i arribada de la primera marató popular, celebrada l'any 1980, amb 716 participants arribats.
A Cantonigròs, població de naixement de Ramon Oliu, cada any, des del 2005, es corre una cursa en memòria seva, la Cursa de Cantonigròs-Memorial Ramon Oliu.

## Obra
- Oliu, Ramon. L'Essència del córrer.  Barcelona: Comissió Marathon Catalunya, 1979.